# Drino quadrizonula
Drino quadrizonula là một loài ruồi trong họ Tachinidae.